# Yacas
Yacas /ˈjækəs/ — система компьютерной алгебры. Название — акроним от Yet Another Computer Algebra System (Ещё одна компьютерная алгебраическая система).
Выпускается под лицензией GNU Lesser General Public License. Yacas свободное программное обеспечение.

## История
Система компьютерной алгебры Yacas начала создаваться с начала 1999 года. Разработчики преследовали цель создать компактную систему для лёгкого построения и исследования символьных математических алгоритмов. Другая задача — разработать полноценную систему компьютерной алгебры.
По состоянию на версию 1.0.49 Yacas содержал 22 тысячи строчек на C++ и 13 тысяч на скриптовом языке.

## Особенности
англ. Ayal Z. Pinkus и англ. Serge Winitzki из Университета Тафтса замечают, что программное обеспечение, кроме свободности, ещё обладает богатым и гибким скриптовым языком. Он похож на LISP, но имеет рекурсивный инфиксный синтаксический анализатор грамматики, включающий преобразование выражений, и поддерживает определение инфиксных операторов.
Новые правила могут объявляться динамически как побочный эффект при вычислении, то есть нет никакого предзадекларированного алфавита ранжирования. Новые правила можно вводить в зависимости от аргументов и стирать.

## Описание

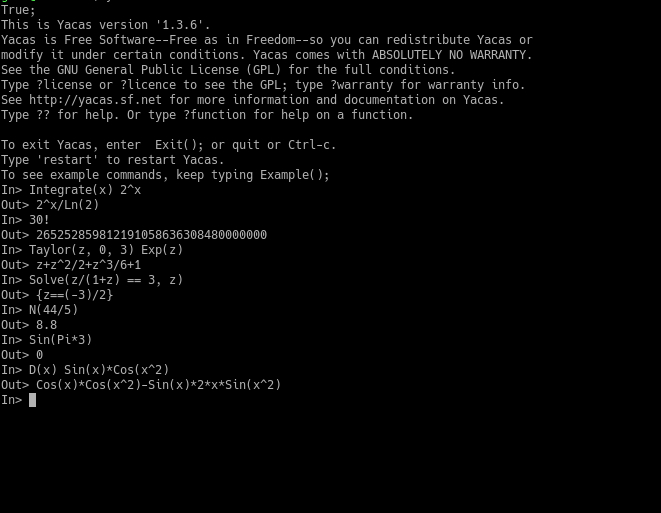
Yacas 1.3.6 в консоли.

Yacas — программа для символьного вычисления математическими выражениями. В ней используется собственный язык программирования, предназначенный как для символьных, так и для числовых вычислений произвольной точности. Его разработка началась в начале 1999 года.
Ввод и вывод обрабатывается в простом ASCII или OpenMath, интерактивно или в пакетном режиме.
Системно есть библиотека скриптов, реализующих многие операции символьной алгебры; новые алгоритмы могут быть легко добавлены в библиотеку.
Yacas устанавливается с обширной документацией, охватывающей язык сценариев с реализованными функциональными возможностями и алгоритмами.

## Примеры
Построение простого графика функции:
```
In>
 
Plot2D(Cos(x)
)

Out>
 
True

```

### Галерея

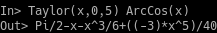
Ряд Тейлора для аркосинуса в нуле.
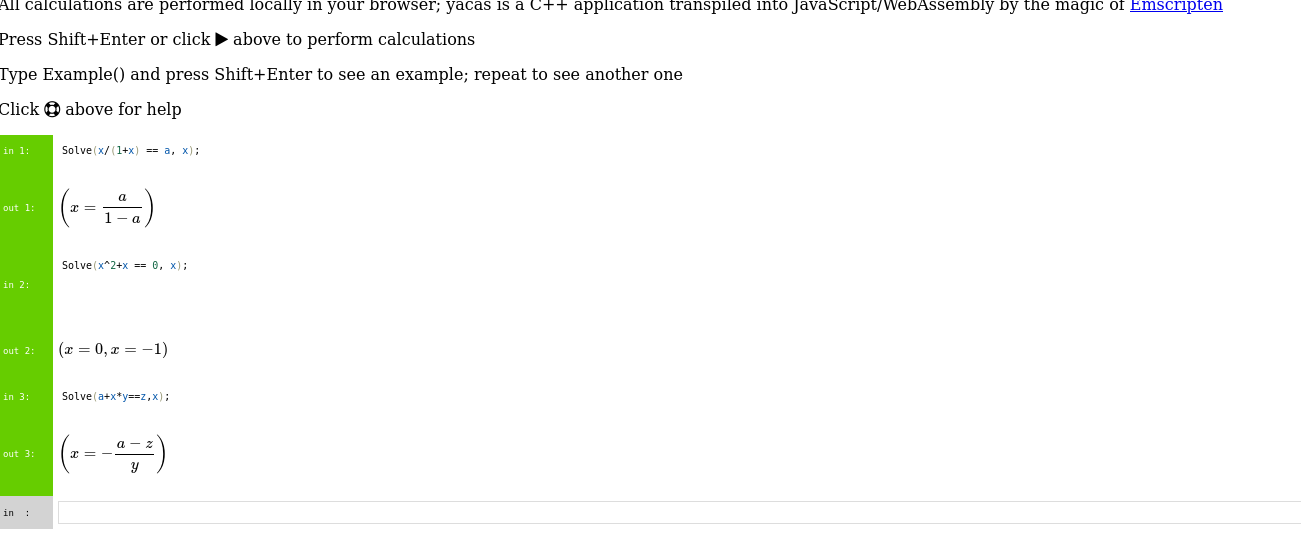
Интерфейс Online Yacas

## Документация
Документация Yacas доступна на официальном сайте.
| - Туториал. Быстрый старт в Yacas и синтаксис. - Справочное руководство. - Программирование в Yacas. - Описание алгоритмов для Yacas. |

## История версий
Ниже описаны последние релизы Yacas.
| Версия | Дата Релиза          | Описание |
| ------ | -------------------- | --- |
| 1.4.0  | 4 февраля 2016 года  | Первый релиз, размещённый на GitHub; изменена лицензия; перевод сайта на новый дизайн и обновление документации.         |
| 1.5.0  | 9 мая 2016 года      | Добавлены несколько улучшений, убраны Java-апплеты.                                                                      |
| 1.6.0. | 3 ноября 2016 года   | Обновление затронуло текстовую консоль, графический интерфейс и ядро yacas для Jupyter Notebook. Добавлен Yacas Online.  |
| 1.6.1  | 8 ноября 2016 года   | Исправлены проблемы с графической консолью.                                                                              |
| 1.7.0  | 26 июня 2019 года    | Добавлены несколько новых правил; cyacas стал совместим с C++ 17 и улучшена производительность; изменены движки для GUI. |
| 1.8.0  | 31 октября 2019 года | Solve() теперь решает простые системы из многочленов; GUI использует plotly.                                             |
| 1.9.1  | 4 июля 2020 года     | В Jupyter добавлены графики.                                                                                             |